# Astronomische Nederlandse Satelliet
Astronomical Satellite Netherlands, também conhecido pelo seu acrônimo ANS, foi um observatório espacial neerlandês lançado em 30 de agosto de 1974 por meio de um foguete Scout a partir da Base da Força Aérea de Vandenberg. Construiu-se uma duplicata do satélite que nunca chegou a voar e que foi doado finalmente a um museu.

## Características
O ANS dedicou a observar e estudar o céu em raios X e ultravioleta a partir de uma órbita heliossincrónica de 266 km x 1176 km e uma inclinação orbital de 98°. A faixa de energia dos raios-X observados era de 2 a 15 keV e em ultravioleta observado na faixa de comprimentos de onda entre 1500 a 18.000 angstrom.
A atitude do satélite era controlado através de bobinas magnéticas que interatuava com o campo magnético terrestre e através de volantes de inércia, e a determinação da posição levava a cabo através de sensores solares, de horizonte e estelares, assim como um magnetômetro.
O ANS reentrou na atmosfera terrestre em 14 de junho de 1974.